# إرنست ويليام هاوكس
إرنست ويليام هاوكس (بالإنجليزية: Ernest William Hawkes)‏ هو عالم إنسان أمريكي، ولد في 1883، وتوفي في 13 مارس 1957.